# Ratpenat de Nova Gal·les del Sud
El ratpenat de Nova Gal·les del Sud (Myotis australis) és una espècie de ratpenat de la família dels vespertiliònids. És endèmic d'Austràlia. S'ha posat en dubte la validesa taxonòmica d'aquesta espècie, car només se la coneix a partir d'un exemplar que fou trobat a Nova Gal·les del Sud al segle xix i que podria ser en realitat un exemplar errant de M. muricola.